# Салакшанаварман
Салакшанаварман (гінді सल्लक्षनवर्मन; д/н — 1110) — магараджахіраджа Джеджа-Бхукті у 1100—1110 роках.

## Життєпис
Походив з династії Чандела. Старший син магараджахіраджи Кірті-вармана. Посів трон близько 1100 року. Продовжив протистояння з династією Калачура. Скориставшись поразкою Яшагкарни, магараджахіраджи Чеді-Дагали від газневідського султана Масуда III захопив Каннаудж (тут правила гілка Раштракутів, васалів Калачура), завдавши в свою чергу поразки Яшагкарні. За цим вступив у протистояння з Говіндачандрою з клану Гаґавадалів, який захопив у Калачура важливі Варанасі і Праяградж з наколишніми землями, завдавши тому поразки, але не зумівши захопити міста. Втім суттєво просунувся в доабі (міжріччі) Гангу і Джамни. Водночас уклав союз з Джаджалладевою Калачурою, магараджею Ратанпуру, що був ворогом Яшагкарни.
За цим звернув увагу на південь, де переміг Наравармана Парамара, магараджахіраджу Малави, але цей похід був більш грабіжницький, оскільки не призвів до розширення володінь.
Карбував за прикладом попередника золоті, а також мідні монети з написом «Халлакшана-варман». Помер близько 1110 року. Йому спадкував син Джаяварман.